# Funivia di Tatev

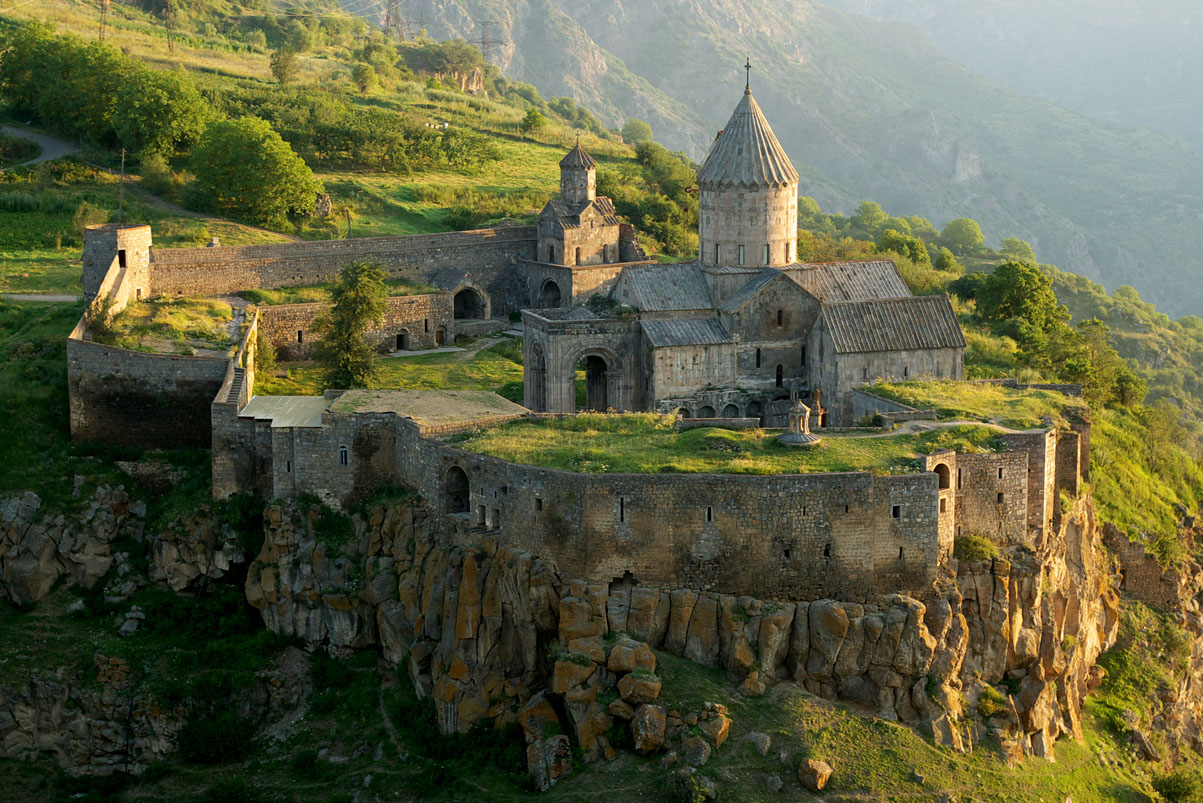
Monastero di Tatev

La funivia di Tatev  (in armeno Տաթևի թևեր Tatevi tever), nota anche col nome di Wings of Tatev (Ali di Tatev), è una funivia a va e vieni lunga 5,7 km che collega il villaggio di Halidzor al monastero di Tatev nell'Armenia meridionale.
La stazione di partenza di Halidzor, situata a 1546 m s.l.m., è separata da quella di arrivo nei pressi del monastero di Tatev (1 537 m s.l.m.) dal canyon del fiume Vorotan, largo 2,7 km e profondo circa 500 m.
La funivia è costituita da una singola sezione di 5 750 m, molto superiore ai 4 467 m del Sandia Peak Tramway di Albuquerque, New Mexico, Stati Uniti. Risulta quindi essere la funivia aerea bifune più lunga del mondo. La funivia aerea generica più lunga del mondo è la Hon Thom Cable Car.
La funivia è stata inaugurata il 16 ottobre 2010.
La funivia viaggia ad una velocità di 37 km/h e un viaggio di sola andata dura 11 minuti. Nel punto più alto sopra la gola, la cabina viaggia ad una altezza di 320 m dal suolo.
Ha due cabine, ognuna capace di trasportare fino a 25 passeggeri.
Il 23 ottobre 2010 è stata registrata ufficialmente nel Guinness World Records.